# آلکسی میکویان
آلکسی آناستانی میکویان (ارمنی: Ալեքսեյ Անաստանի Միկոյան؛  زادهٔ ۲۰ دسامبر ۱۹۲۵ - درگذشته ۱۹ دسامبر ۱۹۸۶) فرد نظامی اهل ارمنستان بود.

## زندگی‌نامه
وی در ۲۰ دسامبر ۱۹۲۵ در روستوف-نا-دونو به دنیا آمد . همچنین برندهٔ جوایزی همچون نشان پرچم سرخ، نشان جنگ میهنی (درجه یک)، نشان پرچم سرخ کار، نشان ستاره سرخ، نشان شایستگی نبرد، مدال به مناسبت یکصدمین سالگرد تولد ولادیمیر ایلیچ لنین، مدال دفاع از مسکو، مدال به خاطر پیروزی مقابل آلمان در جنگ بزرگ میهنی، مدال بیستمین سال پیروزی در جنگ بزرگ میهنی، مدال سیمین سال پیروی در جنگ بزرگ میهنی، مدال کار شجاعانه در جنگ بزرگ میهنی و مدال بزرگداشت ۸۰۰مین سالگرد مسکو شده است. وی در ۱۹ دسامبر ۱۹۸۶ در سن ۶۰ سالگی در مسکو درگذشت و در گورستان نووودویچی به خاک سپرده شد.

## یادداشت
1. ↑  Յու. Ա. Գագարինի անվան ռազմաօդային ակադեմիա
2. ↑  ՌԴ ԶՈւ Գլխավոր շտաբի զինվորական ակադեմիա

## نگارخانه

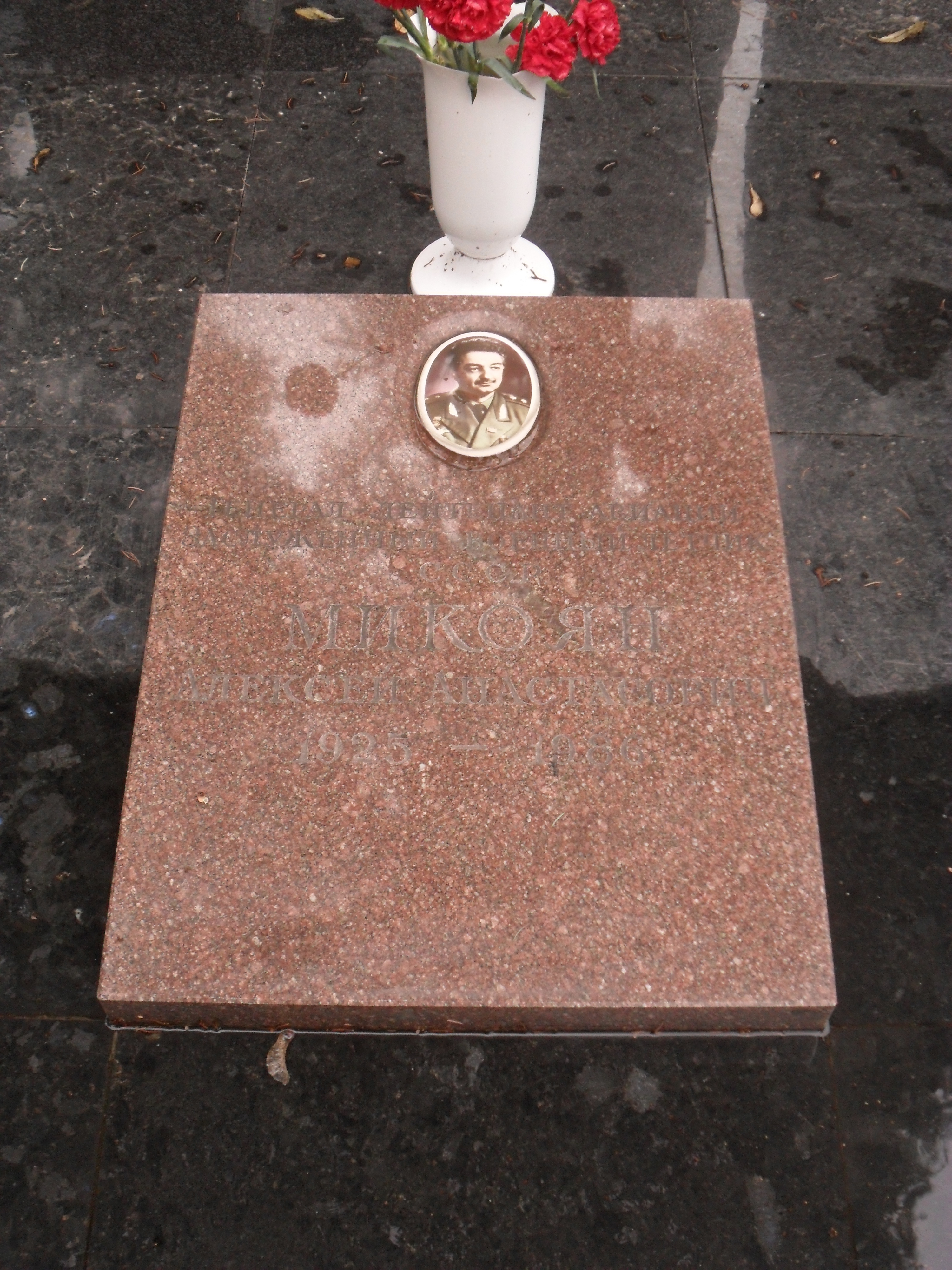
سنگ مزار